# Гордийчук, Владимир Григорьевич
Владимир Григорьевич Гордийчук (укр. Володимир Григорович Гордійчук; род. 1952) — советский и украинский спортсмен и тренер; Мастер спорта СССР (1977), Заслуженный тренер Украины (2002).

## Биография
Родился 10 ноября 1952 года в селе Михалковцы Острожского района Ровненской области Украинской ССР.
В 1985 году окончил Луцкий педагогический институт (ныне Восточноевропейский национальный университет имени Леси Украинки). Занимался тяжёлой атлетикой. Был шестикратным чемпионом Украины (1992—1998) и бронзовым призёром чемпионата Европы 1998 года среди ветеранов.
После окончания спортивной карьеры стал тренером по тяжёлой атлетике. Тренировал своего сына — Николая Гордийчука; также его воспитанниками являются Андрей Демчук и Анатолий Мушик. Все они были участниками Олимпийских Игр — 2000 года (Демчук) и 2004 года (Гордийчук и Мушик).
За 30 лет своей работы тренером, В. Г. Гордийчук подготовил 5 мастеров спорта международного класса, 5 чемпионов Европы, одного чемпиона мира среди юниоров и 16 мастеров спорта.
В настоящее время проживает в городе Здолбунов. Является тренером-преподавателем Здолбуновской ДЮСШ «Колос». Занимается общественной деятельностью — является депутатом городского совета седьмого созыва.